# Ferrari Roma
Ferrari Roma är en sportbil som den italienska biltillverkaren Ferrari presenterade i november 2019.
Versioner:
| Modell | Motor              | Cylindervolym | Effekt                 | Vridmoment             | Bränslesystem            |
| ------ | ------------------ | ------------- | ---------------------- | ---------------------- | ------------------------ |
| Roma   | 8-cyl V-motor DOHC | 3855 cm³      | 620 hk vid 5 750 v/min | 760 Nm vid 3 000 v/min | Direktinsprutning, turbo |

## Bilder

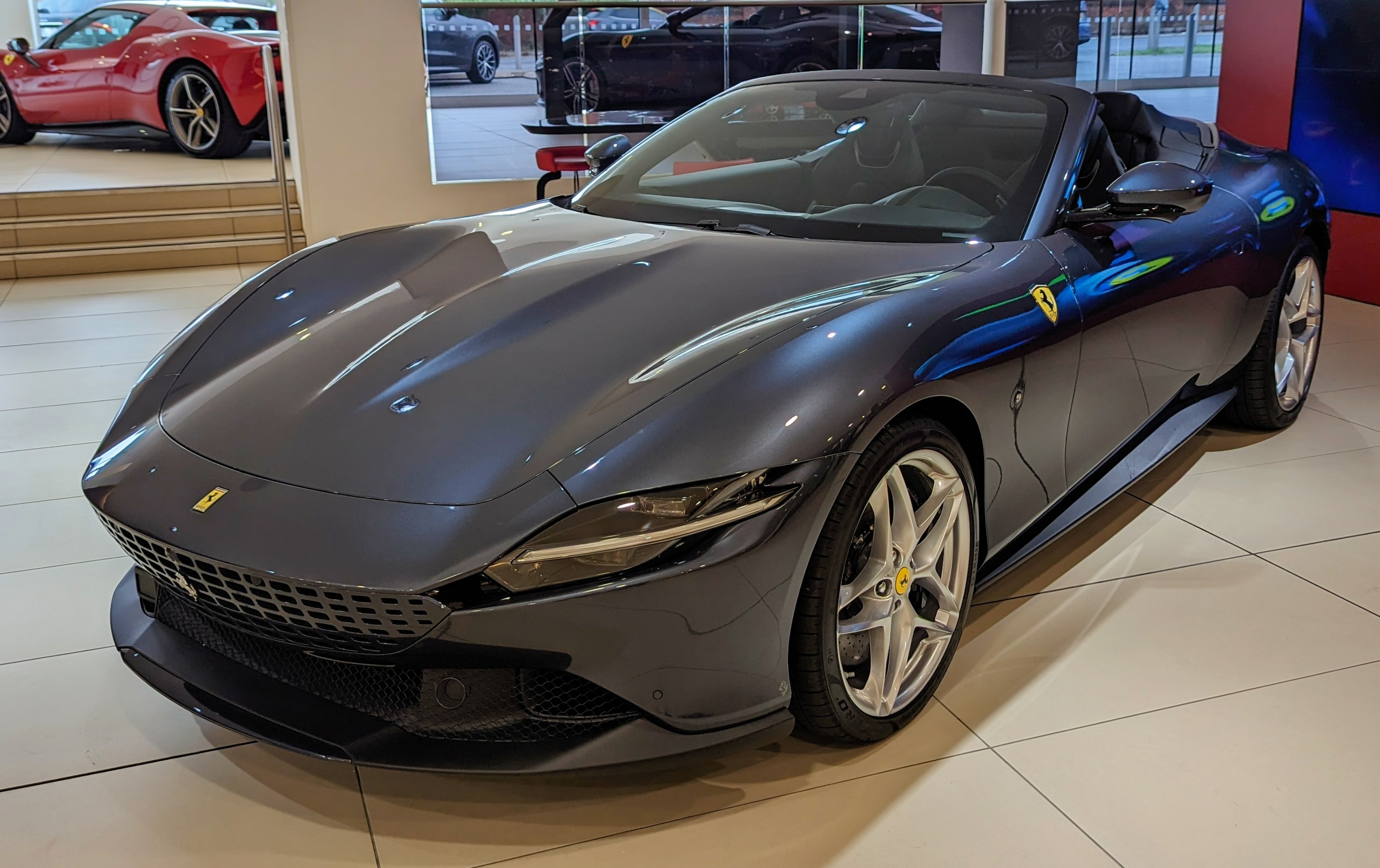
Roma Spider